# Thomas McMillan
Thomas McMillan (Mauchline, 11 ottobre 1866 – 2 gennaio 1923) è stato un calciatore scozzese, di ruolo difensore.

## Carriera

### Club
Con il Dumbarton ha vinto i primi due campionati scozzesi di calcio nel 1891, a pari merito con i Rangers, e nel 1892. Con il Dumbarton McMillan raggiunse due volte la finale di Scottish Cup, nel 1887 e nel 1891.

### Nazionale
Ha giocato un incontro nella Nazionale di calcio della Scozia valido per il Torneo Interbritannico 1887 che verrà poi vinto dalla selezione gaelica.

#### Cronologia presenze e reti in Nazionale
| Cronologia completa delle presenze e delle reti in nazionale ― Scozia | Cronologia completa delle presenze e delle reti in nazionale ― Scozia | Cronologia completa delle presenze e delle reti in nazionale ― Scozia | Cronologia completa delle presenze e delle reti in nazionale ― Scozia | Cronologia completa delle presenze e delle reti in nazionale ― Scozia | Cronologia completa delle presenze e delle reti in nazionale ― Scozia | Cronologia completa delle presenze e delle reti in nazionale ― Scozia | Cronologia completa delle presenze e delle reti in nazionale ― Scozia |
| Data                                                                  | Città                                                                 | In casa                                                               | Risultato                                                             | Ospiti                                                                | Competizione                                                          | Reti                                                                  | Note                                                                  |
| --------------------------------------------------------------------- | --------------------------------------------------------------------- | --------------------------------------------------------------------- | --------------------------------------------------------------------- | --------------------------------------------------------------------- | --------------------------------------------------------------------- | --------------------------------------------------------------------- | --------------------------------------------------------------------- |
| 19-2-1887                                                             | Glasgow                                                               | Scozia                                                                | 4 – 1                                                                 | Irlanda                                                               | Torneo Interbritannico 1887                                           | -                                                                     |                                                                       |
| Totale                                                                |                                                                       | Presenze                                                              | 1                                                                     |                                                                       | Reti                                                                  | 0                                                                     |                                                                       |

## Palmarès

### Club
- Campionato scozzese: 2

Dumbarton: 1891, 1892

### Nazionale
- Torneo Interbritannico: 1

1887